# جف گرینشتاین
جف گرینشتاین (انگلیسی: Jeff Greenstein؛  – ) فیلم‌نامه‌نویس و کارگردان اهل ایالات متحده آمریکا بود. وی همچنین برندهٔ جوایزی همچون جوایز امی ساعات پربیننده شده‌است.